# Giorgio Carta (dirigente)
Giorgio Carta (Iglesias, 24 aprile 1914 – Roma, 12 febbraio 2000) è stato un manager italiano, ideatore e realizzatore di iniziative industriali che hanno avuto riconoscimenti in campo nazionale.

## Biografia
Giorgio Carta è stato l'ideatore di uno dei più grandi poli industriali metallurgici italiani, localizzato nel Sulcis, nella costa sud-occidentale della Sardegna.
Nei suoi anni giovanili è stato xilografo, allievo di Remo Branca; nel 1934 alcuni dei suoi lavori sono stati esposti alla Biennale di Venezia  altri a Roma.
Si laurea in ingegneria civile a Roma nel 1937.
Comincia la sua carriera professionale nelle società minerarie sarde diventando dirigente nella Carbosarda o S.M.C.S. (Società Mineraria Carbonifera Sarda). Gli viene infatti affidata la direzione della miniera di Cortoghiana e successivamente delle miniere di Seruci e di Nuraxi Figus. Studiando i sistemi avanzati di estrazione utilizzati negli Stati Uniti li adottò per l'estrazione del carbone nei giacimenti della Sardegna.
Sotto la sua direzione e su suo progetto viene costruita la centrale termoelettrica di Portovesme la c.d. "Supercentrale" (1960-1965). Alla posa della prima pietra della centrale, il 30 ottobre 1960, presenzia il Ministro degli Esteri Antonio Segni (poi diventato Presidente della Repubblica).
Successivamente progetta l'elettrodotto Sardegna-Corsica-Italia (SACOI), un sistema misto di cavi in linea aerea (539 km) e sottomarino (241 km) che collega la Sardegna con la Toscana. L'elettrodotto ha lo scopo di trasferire parte dell'energia prodotta dalla Supercentrale nella penisola. Il SACOI è stato, all'epoca, il più lungo elettrodotto del mondo per dimensioni (superando quello che collegava l'isola di Gotland e la Svezia)
Nel 1963 con la nazionalizzazione dell'energia elettrica la Supercentrale passa dall'Enel.  Negli anni successivi per sfruttare l'energia della Supercentrale Carta punta sull'alluminio e costituisce a Portoveseme la Alsar (successivamente acquisita dalla Alcoa), uno stabilimento per la produzione di alluminio primario. Negli stessi anni sotto la sua direzione la Alsar accordandosi con altre società straniere fa nascere l'Eurallumina per costruire il più grande stabilimento europeo di produzione di ossido d'alluminio, poi utilizzato dalla Alsar per produrre alluminio. La Alsar raggiunge capacità produttiva annua di 125 000 tonnellate di alluminio primario all'anno.
Nel corso degli anni '70 fu chiamato da Pietro Sette ad assumere la carica di direttore generale dell'Efim. Nel 1972 l'Efim assume il monopolio della produzione di alluminio in Italia, mettendo insieme la MCS (Mineraria Carborifera sarda, un'impresa dell'Efim) e la Alumetal, azienda in cui la Montedison aveva concentrato le sue attività nel settore dell'alluminio, il polo di Portovesme, l'Eurallumina, l'Alsar, oltre alla Sava a Porto Marghera. Giorgio Carta diventa poi presidente dei cantieri navali di Porto Marghera  (1968-1972), dei quali dirige dei lavori di ristrutturazione. È anche amministratore di altre società controllate dalla stessa Efim (ad esempio era consigliere di amministrazione delle Cartiere Riunite Donzelli e meridionali).
Il suo nome compare nella lista degli iscritti alla loggia massonica P2.
Per tutta la sua carriera, ma soprattutto negli ultimi anni della sua vita, continua a studiare la gassificazione del carbone (1989-1992).
La sua figura, schiva, quasi distaccata di "ideatore e portatore di grandi intuizioni industriali ha segnato la storia nel Sulcis e della Sardegna".